# Kiruna (comuna)
Kiruna ( ouça a pronúncia) ou Quiruna (em sueco: Kiruna kommun) é uma comuna da Suécia localizada no condado de Norrbotten. Sua capital é a cidade de Kiruna. Possui 19 155 quilômetros quadrados e tinha 22 664 habitantes em 2020. É a maior comuna da Suécia, limitada a Norte pela Finlândia e Oeste pela Noruega. O leste da comuna está coberto por florestas, e o oeste é constituído por alta montanha. Sua economia é dominada pelas duas grandes minas de ferro de Luossavaara e Kiirunavaara, localizadas nas montanhas de Luossavaara e Kirunavaara, na proximidade da cidade de Kiruna.
É uma ”zona administrativa de língua lapónica” (Förvaltningsområdet för samiska språket), onde existem direitos linguísticos reforçados para a minoria étnica dos lapões.

## Geografia

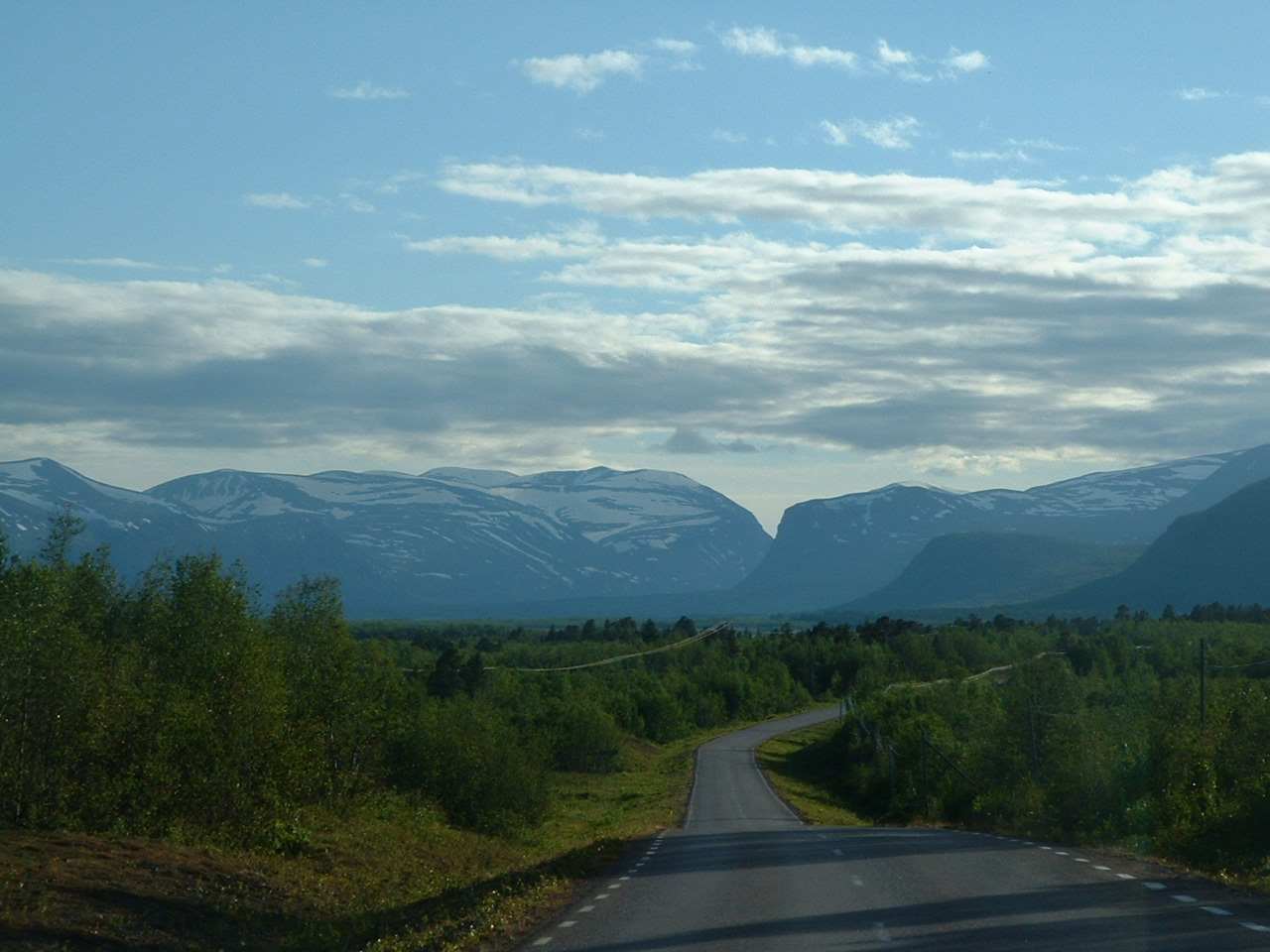
Paisagem do Município de Kiruna, as altas montanhas ao fundo.

O município de Kiruna é composto por duas regiões naturais: No lado leste, está coberto de florestas, e no lado oeste é constituído por alta montanha, com vegetação esparsa e cadeias montanhosas.
| - Limites: Norte - Finlândia, Leste – comuna de Pajala, Sul - comuna de Gällivare, Oeste – Noruega - Condados: Norrbotten - Montanhas: Kebnekaise (2096 m) - Rios: Kalixälven, Torne älv, Muonioälven - Lagos: Torneträsk - Cidades: Kiruna - Localidades: Tuolluvaara, Vittangi, Jukkasjärvi, Svappavaara, Karesuando, Kuttainen |

## Localidades
As seis localidades da comuna são:
| Nr | Localidade  | População |
| -- | ----------- | --------- |
| 1  | Kiruna      | 17 798    |
| 2  | Vittangi    | 765       |
| 3  | Jukkasjärvi | 675       |
| 4  | Svappavaara | 400       |
| 5  | Karesuando  | 290       |
| 6  | Kuttainen   | 217       |

## Economia
A economia do município está dominada pelas grandes minas de ferro de Luossavaara e de Kiruna, gerida pela companhia estatal de mineração LKAB. Entre as novas atividade económicas de relevo está o centro de pesquisa e lançamento de foguetes e balões estratosféricos de Esrange, localizado a 45 km a leste da cidade de Kiruna. O turismo e criação de renas continuam a contribuir para o emprego e a preservação da cultura local.

## Comunicações
A comuna de Kiruna é atravessada pela estrada europeia E10, ligando Luleå a Narvik, pela estrada europeia E45, ligando Karesuando a Malmberget, e pela Linha do Minério (Malmbanan), ligando Luleå a Narvik. O Aeroporto de Kiruna fica a 9 km da cidade de Kiruna, e tem ligações com Umeå e Estocolmo.

## Património turístico
Alguns pontos turísticos mais procurados atualmente são:
- Parque Nacional de Abisko (Abisko nationalpark)
- Lapporten
- Igreja de Kiruna (Kiruna kyrka)
- Igreja de Jukkasjärvi (Jukkasjärvi kyrka)
- Hotel de gelo de Jukkasjärvi (Ishotellet i Jukkasjärvi)
- Treriksröset (Marco das três fronteiras - Suécia, Noruega, Finlândia)
- Kungsleden (percurso pedestre com 440 km)